# 〆野久人
〆野 久人（しめの ひさと、1928年2月22日 - ）は、福岡県を登録地としていた元競輪選手。
日本競輪選手養成所創設以前に選手登録された期前選手であり、選手登録番号は1478。

## 来歴
1951年、大宮競輪場で開催された第1回全国都道府県選抜競輪の1000m競走で優勝。
1976年2月6日選手登録削除。